# 马林巴

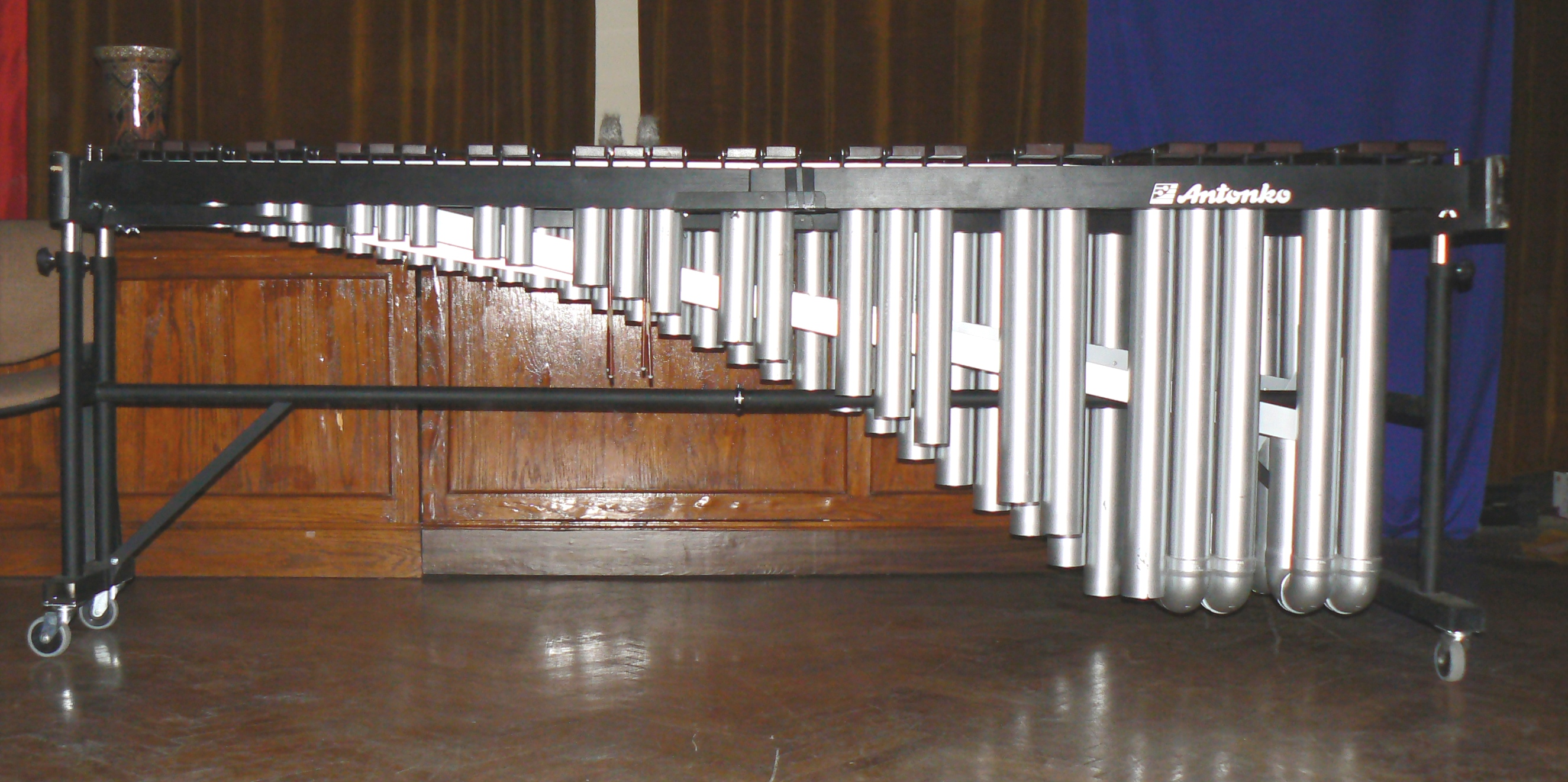
马林巴琴，型号为Antonko AMC-12

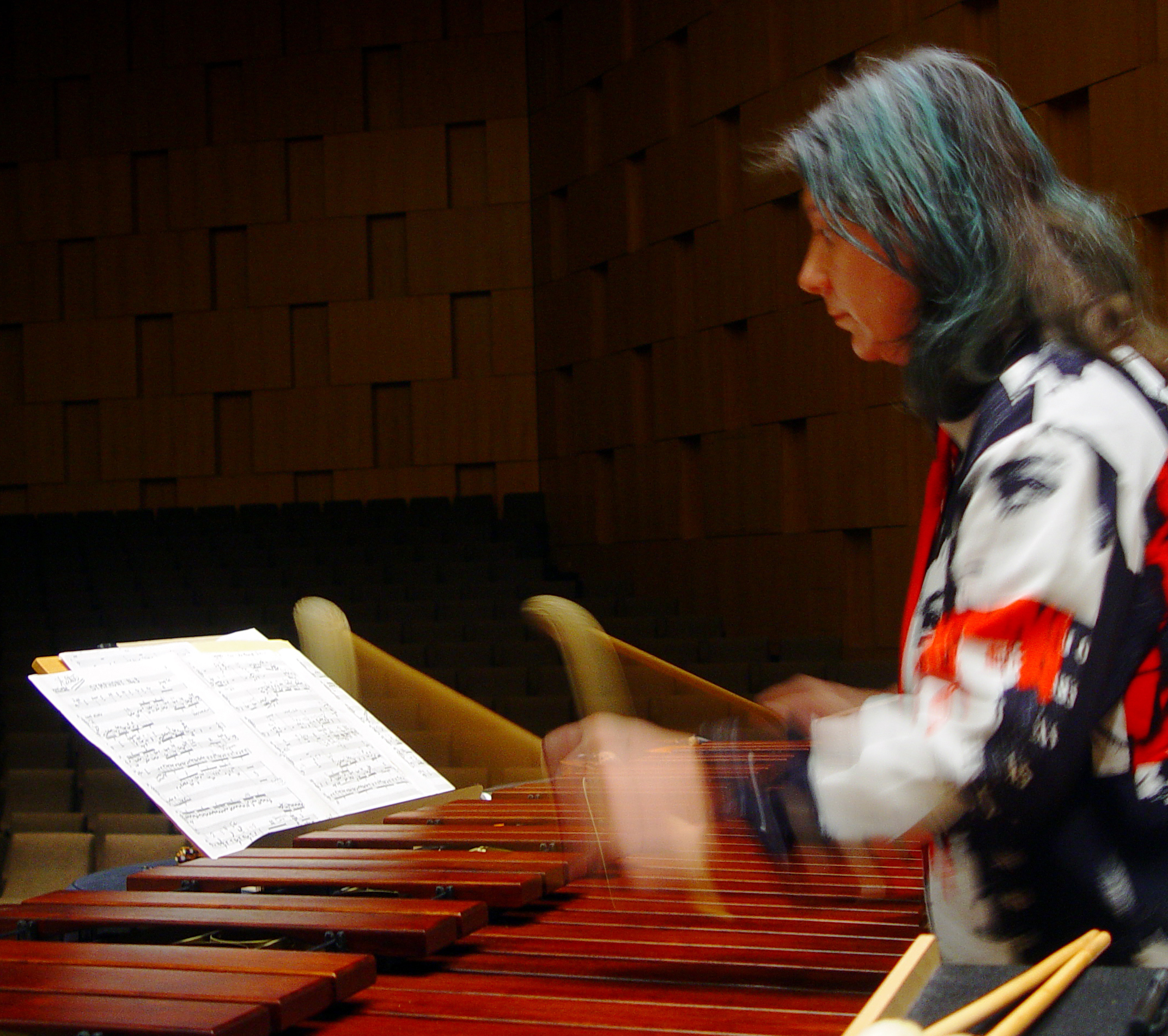
北德广播爱乐乐团的一位乐手正在演奏马林巴

馬林巴（英語：Marimba）是鍵盤敲擊樂的一種。將木製琴鍵置於共鳴管之上，以琴槌敲打以產生旋律。琴鍵排列方式类似鋼琴鍵盤，音域廣，音色圓潤。目前已知的鍵數有49鍵、52鍵、56鍵、61鍵、66鍵、69鍵。

## 樂器構造

### 琴鍵
馬林巴木琴所用的琴鍵皆以木片製成。較常用的是紅木，亦會使用紫檀木一類木質較佳的樹木。這兩種木的質地較堅硬，所發出的聲音較為清脆響亮。近代亦開始採用玻璃纖維或強化塑膠所製成，發出的聲音更為響亮及結實，成本也比原木為便宜，但卻欠缺樹木獨有的一種迴音和共鳴，以及琴棍敲打後，由天然纖維所產生的一種回彈力。對於一般聽眾來說，可能未必可以分辨，但專業演奏者卻很明顯的感受到這種分別。
經切割後的木片會用橡筋繩串好，再套在用作固定用的小鉤上。

### 琴架
琴鍵安裝在一架附有輪子的琴架上以方便推動。

### 共鳴管
低音的共鳴管較長，高音則較短。

## 記譜法
馬林巴琴的樂譜採用高音及低音譜號。

## 琴槌
槌頭由橡膠或塑膠為核心，外層包裹毛線，不同的材質 重量都會影響音色的變化。
琴槌柄通常由樺木或藤條製成，也有玻璃纖維製成的。 軸的一般粗度約為直徑8至9毫米，長37至42公分。 由藤製成的柄具有一定的彈性，而樺木幾乎沒有彈性。 專業演奏家會根據他們的喜好 習慣或曲目需求來選擇合適的琴槌。

## 技巧
現代馬林巴琴音樂要求樂手同時使用兩到四枝琴槌（有時更會使用六或八枝琴槌），使演奏者能夠更多變地演奏不同的曲子要求。
演奏者需要使用多種技術或握法使多隻琴槌在演奏者的同一隻手中能靈活運用。最常見與主流的握法有三種- 伯頓握法（由蓋瑞·柏頓發明），傳統握法（或“交叉握法”）和馬塞-史蒂文斯握法（由雷伊·霍華德·史蒂文斯發明）。每個握法都有其自身的優點和缺點。

## 著名的馬林巴琴作品
- 米謝爾·彼特斯：《海的折射》
- 安倍圭子：《稜鏡》、《雨蛙》、《風紋》、《櫻之幻影》、《稜鏡狂想曲》
- 奈·羅薩羅：《第一號馬林巴琴協奏曲》、《第二號馬林巴琴協奏曲》、《前奏曲》
- 艾麗斯·戈麥斯：《雨舞》
- 米謝爾·彼特斯：《雨後的黃色》、《海浪》
- 保羅·克雷斯頓：《馬林巴琴協奏曲》、《費難度的華爾滋》
- 保羅·史馬貝克：《節奏之歌》
- 馬克·福特：《月亮追擊手》
- 大流士·米堯：《馬林巴琴協奏曲》
- 雷伊·霍華德·史蒂文斯：《任性的節奏》、《長城》
- 戈登·史圖特：《兩首墨西哥之舞》
- 內博伊沙·濟夫科維奇：《第一號馬林巴琴協奏曲》、《第二號馬林巴琴協奏曲》

## 著名的馬林巴琴演奏家
- 雷伊·霍華德·史蒂文斯（美國）
- 安倍圭子（日本）
- 約翰·貝克（美國）
- 保羅·史馬貝克（美國）
- 奈·羅薩羅（巴西）
- 愛麗斯·戈麥斯（美國）
- 依芙琳·葛蘭妮（英國）
- 克萊爾·奧馬爾·馬塞（美國）
- 吉川雅夫（日本）
- 戈登·史圖特（美國）
- 內博伊沙·濟夫科維奇（德國）
- 佐佐木達夫（日本）
- 露絲·斯圖伯·珍妮（美國）
- 卜部茂子（日本）
- 野口道子（日本）
- 三村奈奈惠（日本）
- 吳珮菁（台灣）
- 張鈞量（香港）
- 廖智敏（香港）
- 啊耀（缅甸）
- 林宥綸（林威震）（臺灣）